# خوليو سيزار مارتينيز بوباديلا
خوليو سيزار مارتينيز بوباديلا (بالإسبانية: Julio César Martínez)‏ هو مدرب كرة قدم ولاعب كرة قدم باراغواياني، ولد في 31 مايو 1982 في Zeballos Cué ‏ في باراغواي. لعب مع Club 2 de Mayo ‏.

## وصلات خارجية
- خوليو سيزار مارتينيز بوباديلا على موقع Soccerway.com (الإنجليزية)